# Nāḩiyat al Jarnīyah
Nāḩiyat al Jarnīyah (arabiska: ناحية مريبط, ناحية الجرنية) är ett subdistrikt i Syrien.   Det ligger i provinsen ar-Raqqah, i den centrala delen av landet, 300 km nordost om huvudstaden Damaskus.
Omgivningarna runt Nāḩiyat al Jarnīyah är i huvudsak ett öppet busklandskap. Runt Nāḩiyat al Jarnīyah är det ganska tätbefolkat, med 83 invånare per kvadratkilometer.